# Gray Barker
Gray Barker (2 maggio 1925 – 6 dicembre 1984) è stato un giornalista e scrittore statunitense. È conosciuto per i suoi libri di ufologia sul tema degli Uomini in nero.

## Biografia
Dopo avere conseguito nel 1947 il bachelor of arts al Grenville State College, Gray lavorò per due anni come insegnante in una scuola pubblica. In seguito esercitò la professione di agente teatrale a Clarksburg. Nel 1952 cominciò ad interessarsi di ufologia in seguito all'avvistamento del mostro di Flatwoods, argomento su cui scrisse un articolo per la rivista Fate. Divenuto noto nell'ambiente ufologico, Gray cominciò a scrivere articoli per Space Review, rivista dell'organizzazione International Flying Saucer Bureau fondata da Albert K. Bender. L'anno successivo Bender sciolse la sua organizzazione e chiuse la rivista, affermando di avere ricevuto minacce da tre misteriosi uomini vestiti di nero. Gray fondò allora una propria rivista ufologica, che chiamò The Saucerian Bulletin. Ossessionato dal racconto di Bender, Gray scrisse nel 1956 il suo primo libro, They Knew Too Much About Flying Saucers, con cui diede corpo al mito ufologico degli Uomini in nero (in inglese Man in black, locuzione abbreviata nella sigla M.I.B.). In seguito al successo del suo libro, Gray fondò una propria casa editrice, la Saucerian Books, che esordì nel 1959 pubblicando il libro From Outer Space to you, scritto dal contattista Howard Menger. Nel 1962 Gray curò la pubblicazione del libro di Bender sulla propria esperienza, che intitolò Flying Saucers and the Three Men, in cui l'autore avanzava l'ipotesi che gli Uomini in nero fossero in realtà extraterrestri. Nello stesso anno Gray pubblicò il suo secondo libro, Bender Mystery Confirmed, in cui esprimeva le sue considerazioni sull'esperienza di Bender. Nei successivi venti anni, Gray continuò a scrivere libri sull'ufologia e su fenomeni paranormali. Nel 1970 pubblicò il libro The Silver Bridge, in cui metteva in correlazione il crollo del Silver Bridge con i presunti avvistamenti dell'uomo falena. Nel 1983 Gray scrisse il suo ultimo libro, intitolato M.I.B.: The Secret Terror Among Us, anche questo sul tema degli Uomini in nero.

## Libri pubblicati
- They Knew Too Much About Flying Saucers, University Books, New York, 1956
- Bender Mystery Confirmed, Saucerian Books, Clarksburg, 1962
- The strange case of Dr. M.K. Jessup, Saucerian Books, Clarksburg, 1963
- Book of Saucers, Saucerian Books, Clarksburg, 1965
- Book of Adamski, Saucerian Books, Clarksburg, 1966
- The Silver Bridge, Saucerian Books, Clarksburg, 1970
- M.I.B.:The Secret Terror Among Us, New Age Press, Jane Lew, 1983